# Chieko Asakawa
Chieko Asakawa (浅川 智恵子 Asakawa Chieko?), född 1958, är en blind japansk datorforskare, känd för sitt arbete vid IBM Research – Tokyo om tillgänglighet. En plugin till webbläsaren Netscape, som hon utvecklat för IBM Home Page Reader, blev det mest använda webb-till-tal-systemet. Hon har mottagit många bransch- och statliga utmärkelser.

## Utbildning och karriär
Asakawa föddes med normal syn, men efter att hon skadat sin optiska nerv när hon slog sitt vänstra öga i kanten på en pool, vid 11 års ålder, började hon förlora sin syn och vid 14 års ålder var hon helt blind.  Hon tog en kandidatexamen i engelsk litteratur på Universitetet Otemon Gakuin i Osaka 1982 och började sedan en tvåårig programmeringskurs för blinda personer med hjälp av en Optacon, för att översätta utskriften till taktil skrift. 1984 gick hon med i IBM Research med en tillfällig anställning, och blev ett år senare permanent forskare där. 2004 tog hon en doktorsexamen vid Tokyos universitet.

## Bidrag
Asakawas forskningsprojekt har inkluderat att utveckla en ordbehandlare för punktskrift, ett digitalt bibliotek för punktskrift, en plugin till webbläsarenNetscape som konverterade text till tal och tillhandahöll en bekvämare webbnavigering för blinda samt ett system som skulle göra det möjligt för en seende webbdesigner att uppleva webben på samma sätt som en blind person. Hennes plugin blev en IBM-produkt 1997, IBM Home Page Reader, och inom fem år hade den blivit det mest använda webb-till-tal-systemet.
Hennes arbete har sedan dess också studerat kontrollen av tillgänglighet i multimedia tekniska och sociala förändringar som gör det möjligt för äldre att arbeta längre innan de går i pension, och utvecklingen av teknik som skulle göra den fysiska världen mer tillgänglig för blinda.

## Priser och utmärkelser
Asakawa lades till i Women in Technology International hall of fame 2003.  Hon blev en IBM Fellow, IBM:s högsta utmärkelse för anställda, 2009, och blev då den femte japanen och den första japanska kvinnan med den utmärkelsen. År 2011 gav Anita Borg-institutet för kvinnor och teknik henne utmärkelsen Women of Vision Award.  Hon var huvudtalare vid den fjärde internationella konferensen om programvaruutveckling för att öka tillgängligheten och bekämpa informations-utanförskap (DSAIE 2012).  År 2013 tilldelade den japanska regeringen henne utmärkelsen Medal of Honor with Purple Ribbon.  Ett rapport hon skrev, 1998 tillsammans med Takashi Itoh, som beskriver sitt arbete på webbgränssnitt för blinda vann ACM SIGACCESS Impact Award 2013. År 2017 valdes hon in som utländsk medlem av den amerikanska National Academy of Engineering.